# Елисавет Мистакиду
Елисавет Мистакиду (на гръцки: Ελισάβετ Μυστακίδου) е гръцка спортистка, сребърна олимпийска медалистка по таекуондо.

## Биография
Елисавет Мистакиду е родена на 15 август 1977 година в град Енидже Вардар, Гърция. Започва да се занимава със спорт през 1989 година. През 2004 година на олимпиадата в Атина печели сребърен медал по таекуондо в категория до 64 кг. Участва и на олимпиадата в Пекин през 2008 година.

## Успехи
- Олимпийски игри
  - 2004: Сребърен медал.
- Световна купа
  - 2000, 2001: Бронзов медал.
- Европейско първенство
  - 2000: Златен медал, 2002: Сребърен медал, 1992: Бронзов медал (отборен).
- Световно първенство
  - 1993 (категория 70+ кг), 2001 (67-72 кг), 2003 (63-67 кг): Бронзов медал.